# Euprepio Curto
Euprepio Curto (Francavilla Fontana, 24 gennaio 1952) è un politico italiano.

## Biografia
Laureato in Giurisprudenza, è avvocato. Dal 1985 è consigliere comunale di Francavilla Fontana, sua città natale, con il Movimento Sociale Italiano.
Nel 1994 è eletto al Senato della Repubblica con Alleanza Nazionale, confermando il proprio seggio a Palazzo Madama anche nel 1996: è membro della 5ª Commissione permanente (Bilancio), della Commissione consultiva ristrutturazione bilancio dello stato e della Commissione d'inchiesta sul fenomeno della mafia.
Nel 2001 è rieletto al Senato della Repubblica sempre per Alleanza Nazionale. È membro della 5ª Commissione permanente (Bilancio), della Commissione di inchiesta sugli infortuni sul lavoro, della Giunta affari Comunità Europee e della Commissione d'inchiesta sul fenomeno della mafia.
Nel 2003 è uno dei protagonisti della "parentopoli" francavillese, uno scandalo seguito all'assunzione dopo concorso pubblico di ventuno tra parenti e stretti collaboratori di politici e burocrati per vari ruoli all'interno dell'amministrazione comunale. Suo malgrado Curto diventa l'emblema dello scandalo a seguito di un'infelice intervista in cui si difende affermando che: "i suoi parenti sono meno del 10%".
Alle elezioni provinciali del 2004 è stato il candidato della coalizione di centro-destra alla presidenza della provincia di Brindisi, venendosconfitto al ballottaggio con il 42,8% delle preferenze. Ha comunque ricoperto per Alleanza Nazionale il ruolo di consigliere provinciale di opposizione fino al 2009.
Nel 2006 è rieletto al Senato della Repubblica ed è membro della 6ª Commissione permanente (Finanze e tesoro).
Nel febbraio 2008 è protagonista insieme a Lello Di Bari, sindaco di Fasano, di una puntata del programma televisivo di LA7: Italian Job. Il servizio, realizzato con telecamera nascosta, evidenziava il malcostume politico d'intercedere in favore di soggetti terzi, a fronte di ritorni economici.
Alleanza Nazionale decide di escluderlo dalle liste per le elezioni politiche del 2008 e successivamente, nel novembre 2008, lascia il ruolo di coordinatore per la provincia di Brindisi dello stesso partito.
In disaccordo con la confluenza di Alleanza Nazionale all'interno del Popolo della Libertà fonda Alleanza nelle città, un movimento politico a dimensione locale che sancirà il definitivo allontanamento dal partito. Entra quindi a far parte dell'Unione di Centro candidandosi a consigliere comunale alle elezioni amministrative del 2009, venendo eletto. Nel luglio 2009 viene nominato commissario dell'UdC per la provincia di Brindisi.. Nel luglio 2010 diventa consigliere regionale in Puglia con l'UdC. 
Nel 2013 è candidato alle elezioni politiche con Futuro e Libertà, non risultando eletto. Rientrato nell'UdC, torna a coprire dal 2015 il ruolo di commissario provinciale del partito a Brindisi; nello stesso anno conclude il proprio mandato in Regione.
Nel 2020 è nuovamente candidato alle elezioni regionali pugliesi con Forza Italia, senza risultare eletto.